# KBT
KBT er en forkortelse for kompenserede bruttotons.
Det er et mål, der kombinerer et skibs størrelse med den mængde arbejdskraft, der kræves til at bygge den konkrete skibstype. KBT stiger med graden af kompleksitet i produktionen af skibet.
| Enheder | Spire Denne artikel om standarder og måleenheder er en spire som bør udbygges. Du er velkommen til at hjælpe Wikipedia ved at udvide den. |